# Mar de la China Meridional
El mar de la China Meridional, mar del Sur de China o simplificado mar de la China (en chino, 南海; pinyin, Nán Hǎi; literalmente, ‘Mar del Sur’), conocido en Vietnam  como mar del Este y principalmente en Filipinas y algunos países anglos e íbero/hispanos como mar de Filipinas Occidental (en inglés West Philippine Sea; en tagalog: Kanlurang Dagat ng Pilipinas), es un mar marginal del océano Pacífico. Comprende un área de unos 3 500 000 km², limitada por la costa oriental asiática, desde Indonesia y Malasia hasta el estrecho de Taiwán, las islas de Borneo y el archipiélago de las Filipinas.
Hay cientos de pequeñas islas en el mar Oriental, que se agrupan en archipiélagos y cuya soberanía es objeto de reclamaciones por las naciones vecinas. Esta competencia se refleja en la diversidad de nombres utilizados en tales islas y en el propio mar.
El mar de China Meridional es una región de enorme importancia económica y geoestratégica.  Un tercio de la navegación marítima mundial pasa por él, transportando más de 3 billones de dólares en comercio cada año. Se cree que bajo su lecho marino yacen enormes reservas de petróleo y gas natural. También contiene lucrativas pesquerías, cruciales para la seguridad alimentaria de millones de personas en el Sudeste Asiático.
Las islas del mar de la China Meridional, que en conjunto comprenden varios archipiélagos de islas deshabitadas, islotes (cayos y bancos),  arrecifes/atolones y  montes submarinos que se cuentan por centenares, son objeto de  reivindicaciones de soberanía en competencia por parte de varios países. Estas reivindicaciones se reflejan también en la variedad de nombres que reciben las islas y el mar.

## Nombres
«Mar de China Meridional» es el término dominante utilizado en inglés para referirse al mar, y el nombre en la mayoría de las lenguas europeas es equivalente. Este nombre se debe al interés de los primeros europeos por el mar como ruta desde Europa y el sur de Asia hacia las oportunidades comerciales de China. En el siglo XVI, los marineros portugueses lo llamaban Mar de China (Mare da China); la necesidad posterior de diferenciarlo de las masas de agua cercanas llevó a llamarlo Mar de la China Meridional. La Organización Hidrográfica Internacional se refiere al mar como Mar de la China Meridional (Nan Hai).
El Yi Zhou Shu, que fue una crónica de la dinastía Zhou Occidental (1046-771 a. C.), da el primer nombre chino al mar de la China Meridional como Nanfang Hai (en chino, 南方海; pinyin, Nánfāng Hǎi; literalmente, ‘Mar del Sur’), afirmando que los bárbaros de ese mar daban tributos de tortuga careys a los gobernantes Zhou. Los clásicos Clásico de la Poesía, Zuo Zhuan', y Guo Yu del período Primaveras y otoños (771-476 a.C.) también se referían al mar, pero con el nombre de Nan Hai (en chino, 南海; pinyin, Nán Hǎi; literalmente, ‘Mar del Sur’) en referencia a las expediciones Estado de Chu allí. Nan Hai, el Mar del Sur, era uno de los Cuatro Mares de la literatura china. Hay otros tres mares, uno para cada uno de los cuatro puntos cardinales. Durante la dinastía  Han Oriental (23-220 EC), los gobernantes de China llamaron al mar Zhang Hai (en chino, 漲海; pinyin, Zhǎng Hǎi; literalmente, ‘mar distante’). Fei Hai (en chino, 沸海; pinyin, Fèi Hǎi; literalmente, ‘mar hirviendo’) se popularizó durante el periodo de las Dinastías meridionales y septentrionales. El uso del nombre chino actual, Nan Hai (Mar del Sur), se generalizó gradualmente durante la Dinastía Qing.
En el Sudeste Asiático se le llamó en su día Mar de Champa o Mar de Cham, en honor al reino marítimo de Champa (actual Vietnam Central), que floreció allí antes del siglo XVI. La mayor parte del mar quedó bajo control naval japonés durante la Segunda Guerra Mundial, tras la adquisición militar de muchos territorios circundantes del sudeste asiático en 1941. Japón llama al mar Minami Shina Kai "Mar de la China Meridional". Se escribía 南支那海 hasta 2004, cuando el Ministerio de Exteriores japonés y otros departamentos cambiaron la grafía a 南シナ海, que se ha convertido en el uso estándar en Japón. "Mar de Filipinas Occidental" es la designación oficial del gobierno filipino de las partes orientales del Mar de China Meridional incluidas en la zona económica exclusiva de Filipinas. El término también se utiliza a veces incorrectamente para referirse al Mar de China Meridional en su conjunto.
En China, se denomina Mar del Sur, (en chino simplificado, 南海; pinyin, Nánhǎi), y en Vietnam el Mar del Este, Biển Đông. En Malasia, Indonesia y Filipinas, durante mucho tiempo se llamó Mar de la China Meridional (en tagalo: Dagat Timog Tsina, en malayo: Laut China Selatan), y la parte situada dentro de las aguas territoriales filipinas a menudo se denominaba "Luzón". Mar", Dagat Luzon, por Filipinas.
Sin embargo, tras una escalada de la disputa de las Islas Spratly en 2011, varios organismos gubernamentales filipinos empezaron a utilizar el nombre de Mar de Filipinas Occidental'. Un portavoz de Administración de Servicios Atmosféricos, Geofísicos y Astronómicos de Filipinas (PAGASA) afirmó que el mar situado al este de Filipinas seguirá llamándose Mar de Filipinas. En septiembre de 2012, el presidente filipino Benigno Aquino III firmó la Orden Administrativa No. 29, por la que se ordenaba que todos los organismos gubernamentales utilizaran el nombre Mar de Filipinas Occidental para referirse a las partes del Mar de China Meridional situadas dentro de la zona económica exclusiva de Filipinas, incluido el Mar de Luzón, así como las aguas alrededor, dentro y adyacentes al  Grupo de Islas Kalayaan y al Bajo de Masinloc, y encargó a la Autoridad Nacional de Cartografía e Información sobre Recursos (NAMRIA) que utilizara el nombre en los mapas oficiales.
En julio de 2017, para afirmar su soberanía, Indonesia rebautizó los tramos septentrionales de su zona económica exclusiva de Indonesia  en el mar de China Meridional como mar de Natuna del Norte, que se encuentra al norte de las islas Natuna indonesias, lindando con la zona económica exclusiva del sur de Vietnam, correspondiente al extremo sur del mar de China Meridional. El "mar de Natuna" se encuentra al sur de la isla de Natuna, dentro de las aguas territoriales indonesias. Por ello, Indonesia ha dado nombre a dos mares que son porciones del Mar de China Meridional; el Mar de Natuna situado entre las Islas Natuna y los Lingga y Archipiélago Tambelans, y el Mar de Natuna Norte situado entre las Islas Natuna y el Cabo de Cà Mau en el extremo sur del Delta del Mekong en Vietnam.

## Geografía
La Organización Hidrográfica Internacional define el mar de la China Meridional, extendiéndose según una dirección SO-NE. Su límite sur es el paralelo 3°S entre la isla de Sumatra y Kalimantan (estrecho de Karimata); su límite norte es el estrecho de Taiwán (entre la punta norte de la isla de Taiwán a la costa de la provincia china de Fujian). El golfo de Tailandia bordea el mar de la China Meridional hacia el oeste.
Los estados y los territorios que bordean el mar de la China Meridional van (desde el norte en dirección de las agujas del reloj): China, Taiwán, Filipinas, Malasia, Brunéi, Indonesia y Vietnam.
Los principales ríos que desembocan en el mar son: el río de las Perlas (2200 km), el río Min y el río Jiulong, en China; el río Rojo (1.149 km) en Vietnam; el río Mekong, el río Rajang en el estado malasio de Pahang; y el río Pasig, en Filipinas.
El mar se extiende a través de una plataforma continental. Durante la última glaciación, los niveles del mar en todo el mundo eran varios cientos de metros inferiores a los actuales y la isla de Borneo formaba parte del continente asiático.

### Islas
Hay más de 200 islas y arrecifes identificados en este mar, de los que 104 pertenecen a las islas Spratly, archipiélago cuya zona económica exclusiva comprende 729 000 km². La mayor de estas islas es Taiping o Itu Aba, que tiene 1.5 km de largo y una altura media de 3.8 m.

## Geología
Puesta de sol en el Mar de China Meridional frente al pueblo de Mũi Né, en la costa sureste de Vietnam
Este mar se encuentra sobre una plataforma continental ahogada; durante las últimas épocas glaciares el nivel global del mar era cientos de metros más bajo, y Borneo formaba parte del continente asiático.
El Mar de la China Meridional se abrió hace unos 45 millones de años, cuando el llamado "fondo peligroso" se separó del sur de China. La extensión culminó con la extensión del fondo marino hace unos 30 millones de años, un proceso que se propagó hacia el suroeste dando lugar a la cuenca en forma de V que vemos hoy. La extensión cesó hace unos 17 millones de años. Se ha seguido discutiendo el papel de la extrusión tectónica en la formación de la cuenca. Paul Tapponnier y sus colegas han argumentado que, al colisionar la India con Asia, empuja a Indochina hacia el SE. El cizallamiento relativo entre Indochina y China hizo que se abriera el mar de la China Meridional. Esta opinión es discutida por algunos que no consideran que Indochina se haya desplazado mucho con respecto a Asia continental. Los estudios geofísicos marinos realizados en el Golfo de Tonkin por Peter Clift han demostrado que la Falla del Río Rojo estaba activa y provocaba la formación de una cuenca hace al menos 37 millones de años en el noroeste del Mar de China Meridional, lo que concuerda con que la extrusión desempeñó un papel en la formación del mar. Desde su apertura, el Mar de China Meridional ha sido depositario de grandes volúmenes de sedimentos aportados por el río Mekong, el río Rojo y el río de las Perlas. Varios de estos deltas son ricos en depósitos de petróleo y gas.

## Historia
Las excavaciones realizadas a principios del año 2000 en el sitio de Oc Eo, en el sur de Vietnam, permiten comprender mejor una cultura que, al menos en el siglo III d. C., abarcaba las actuales Vietnam, Camboya y Tailandia. Esta cultura mantenía relaciones con China y las influencias indias en ella eran evidentes, con estatuas de Buda y Visnú. Los buques extranjeros llegaban a Oc Eo a intercambiar mercancías.
Denys Lombard (1938-1998), especialista indonesio en Asia oriental y Asia sudoriental, veía en el mar de la China Meridional un «Mediterráneo del Extremo Oriente», un lugar de intercambios comerciales y culturales entre las diferentes riberas, china, Indochina e Insulindia.

## Geopolítica

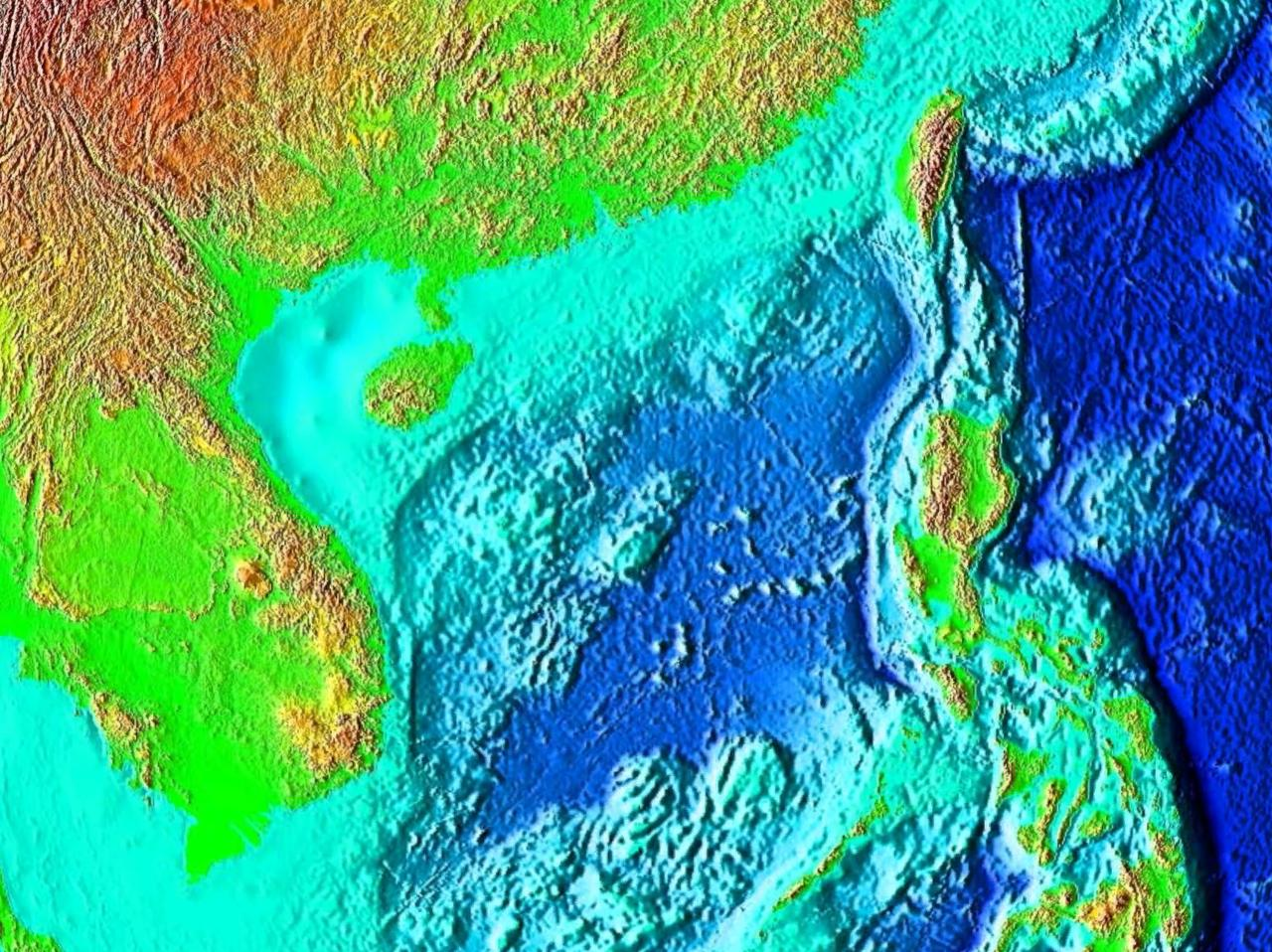
Mapa de profundidades

Dos archipiélagos en el mar de la China Meridional, las islas Paracel y las islas Spratly son motivo de una disputa territorial entre las zonas costeras de China, Taiwán, Filipinas, Malasia, Brunéi, Indonesia y Vietnam, ya sea por razones nacionalistas, económicas (probablemente hay allí depósitos de petróleo y gas) o estratégicas (se encuentran en una ruta marítima muy concurrida).